# Achar (cràter marcià)
Achar és un cràter d'impacte del planeta Mart situat a 45.8° Nord i 236.9° Oest (45.5° Nord i 123.1° Est). L'impacte va causar un obertura de 5,5 quilòmetres de diàmetre. A l'est del cràter Achar s'hi troba el lloc d'aterratge de la sonda espacial no tripulada Viking 2.
El nom va ser aprovat en 1979 per la Unió Astronòmica Internacional en honor de la localitat uruguaiana d'Achar.